# Alpaida veniliae
Alpaida veniliae là một loài nhện trong họ Araneidae.
Loài này thuộc chi Alpaida. Alpaida veniliae được Eugen von Keyserling miêu tả năm 1865.